# Ніколя Дюмон (ватерполіст)
Ніколя Дюмон (6 червня 1940) — бельгійський ватерполіст.
Учасник Олімпійських Ігор 1960, 1964 років.